# Ganztagsvolksschule Köhlergasse
Die Ganztagvolksschule in der Köhlergasse (die „Hollein-Schule“) ist eine Volksschule im 18. Gemeindebezirk von Wien, die vor allem wegen ihrer architektonischen Einzigartigkeit bekannt ist. Die Adresse der Schule ist Köhlergasse 9.
Die Schule wurde an der Stelle eines fast einhundertjährigen Schulgebäudes zwischen 1977 und 1990 nach den Plänen von Hans Hollein gebaut, weil man hier eine Schule mit Ganztagsbetrieb errichten wollte: Die Köhlergasse war eine der ersten solcher Schulen in Wien.

## Der Bau
Das alte Schulgebäude an der Ecke Gentzgasse/Köhlergasse wurde erst in der zweiten Bauphase abgerissen – während der ersten Phase der Bauarbeiten konnte noch im alten Schulhaus unterrichtet werden. Auch der alte Baumbestand sollte erhalten bleiben. Zuerst errichtete man den Nord- und den Westtrakt, dann im zweiten Bauabschnitt den Südteil.

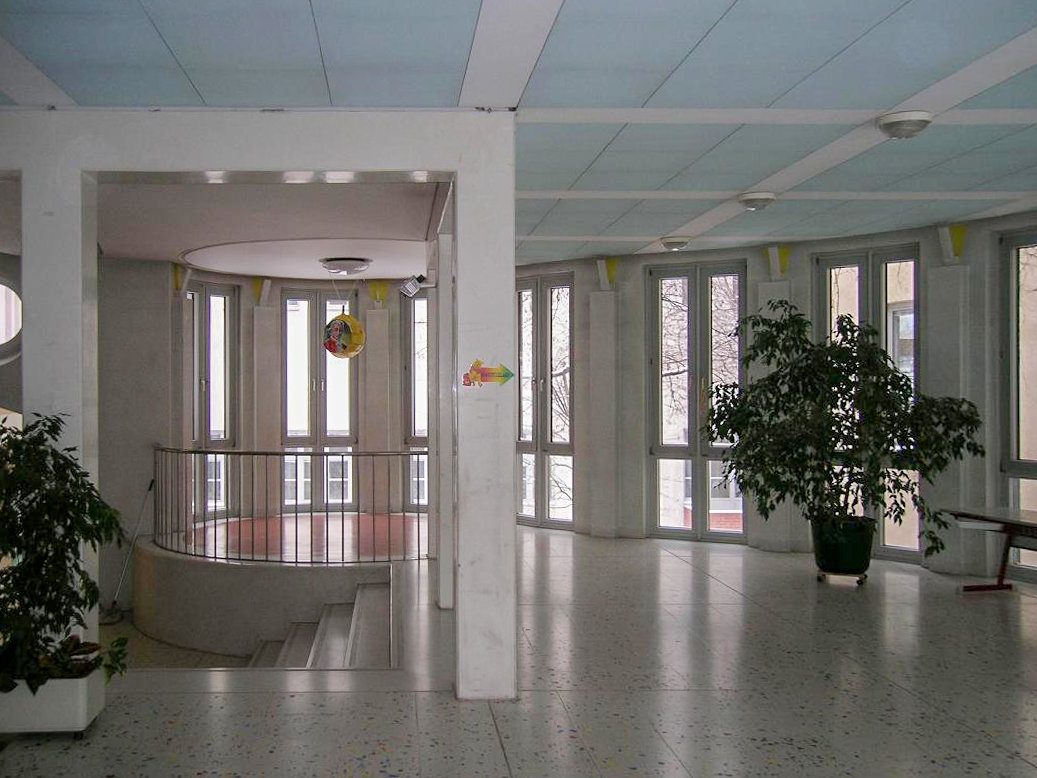
Die Aula der Schule

## Architektonische Besonderheiten
Der Bau thematisiert das Bebauungsschema Währings: Während der untere, südliche Teil der Schule von der Gentzgasse betrachtet wie ein Stadthaus aussieht, erinnern die Türmchen und offenen Räume im Nordteil an die Villen des Cottageviertels.
Im nördlichen Trakt befinden sich das Arzt- und das Lehrerzimmer, die Kanzlei der Direktion, Klassen und Freizeiträume. Im Südtrakt sind der Turnsaal, die Werkräume, der Musikraum und die Bibliothek, eine Garage, die Schulwartwohnung bzw. Klassenzimmer zu finden. Eine Aula und ein Speisesaal verbinden die zwei Teile der Schule miteinander. Eine Besonderheit der Architektur ist, dass auf dem kleinen, steilen Grundstück relativ viel Bewegungsraum im Freien vorhanden ist: Über dem Turnsaal wurde ein Freiluftturnsaal errichtet, und es gibt mehrere Terrassen und kleine Höfe. Sogar ein Freiluftklassenraum steht den Kindern zur Verfügung. Die Form des Gebäudes wirkt verspielt und erinnert an ein Märchenschloss.

## Unterricht
Die Volksschule Köhlergasse ist eine verschränkte Ganztagsschule; die Teilnahme am Unterricht von 8:00 Uhr bis 15:30 Uhr ist für alle Kinder verpflichtend. Lern- und Übungsstunden bzw. Freizeit wechseln sich im Stundenplan ab. Jede Klasse hat zwei Pädagogen, die nachmittags und bei verschiedenen Aktivitäten von geschulten Freizeitpädagogen unterstützt werden. Die langjährige Direktorin Edeltraud Weber ging 2004 in Pension. Weber war über den Bezirk hinaus durch ihr Engagement für die Schule bekannt. Von 2004 bis 2012 wurde die Schule von Ulrike Molodczak geleitet. Im September 2012 übernahm Michaela Judtmann die Leitung der Schule. In der Köhlergasse gibt es elf Volksschulklassen.

## Auszeichnungen
- Österreichischer Bauherrenpreis 1989